# Ferrovia Rennes-Redon
La ferrovia Rennes-Redon (Ligne de Rennes à Redon in francese) è una linea ferroviaria francese a scartamento ordinario lunga 71,2 km che unisce la città di Rennes con Redon. Sebbene entrambi i capolinea si trovino nel dipartimento dell'Ille-et-Vilaine, parte del tracciato passa attraverso il limitrofo dipartimento della Loira Atlantica.

## Storia
Costruita dalla Compagnie des chemins de fer de l'Ouest, fu aperta al traffico il 26 settembre 1862. Il raddoppio fu invece realizzato tra il 1881 ed il 1928. L'elettrificazione della ferrovia fu invece terminata il 10 settembre 1991 al fine di permettere il transito del TGV tra Rennes e Quimper.